# The Halo Effect
The Halo Effect är ett svenskt melodisk death metal-band från Göteborg, grundat 2019.

## Historik
Bandet bildades 2019 av gitarristen Niclas Engelin efter att denne lämnat In Flames. Gruppen består i övrigt av tidigare och nuvarande medlemmar i In Flames och Dark Tranquillity. Vokalisten Mikael Stanne och gitarristen Jesper Strömblad har också varit med i HammerFall.
The Halo Effect har skivkontrakt med det tyska bolaget Nuclear Blast. Debutsingeln "Shadowminds" släpptes i november 2021. Ytterligare singlar följde innan debutalbumet Days of the Lost gavs ut i augusti 2022. Skivan följdes upp av March of the Unheard i början av 2025.

## Live
The Halo Effect har turnerat med bland andra Machine Head och Amon Amarth. Man har också spelat på Wacken Open Air.

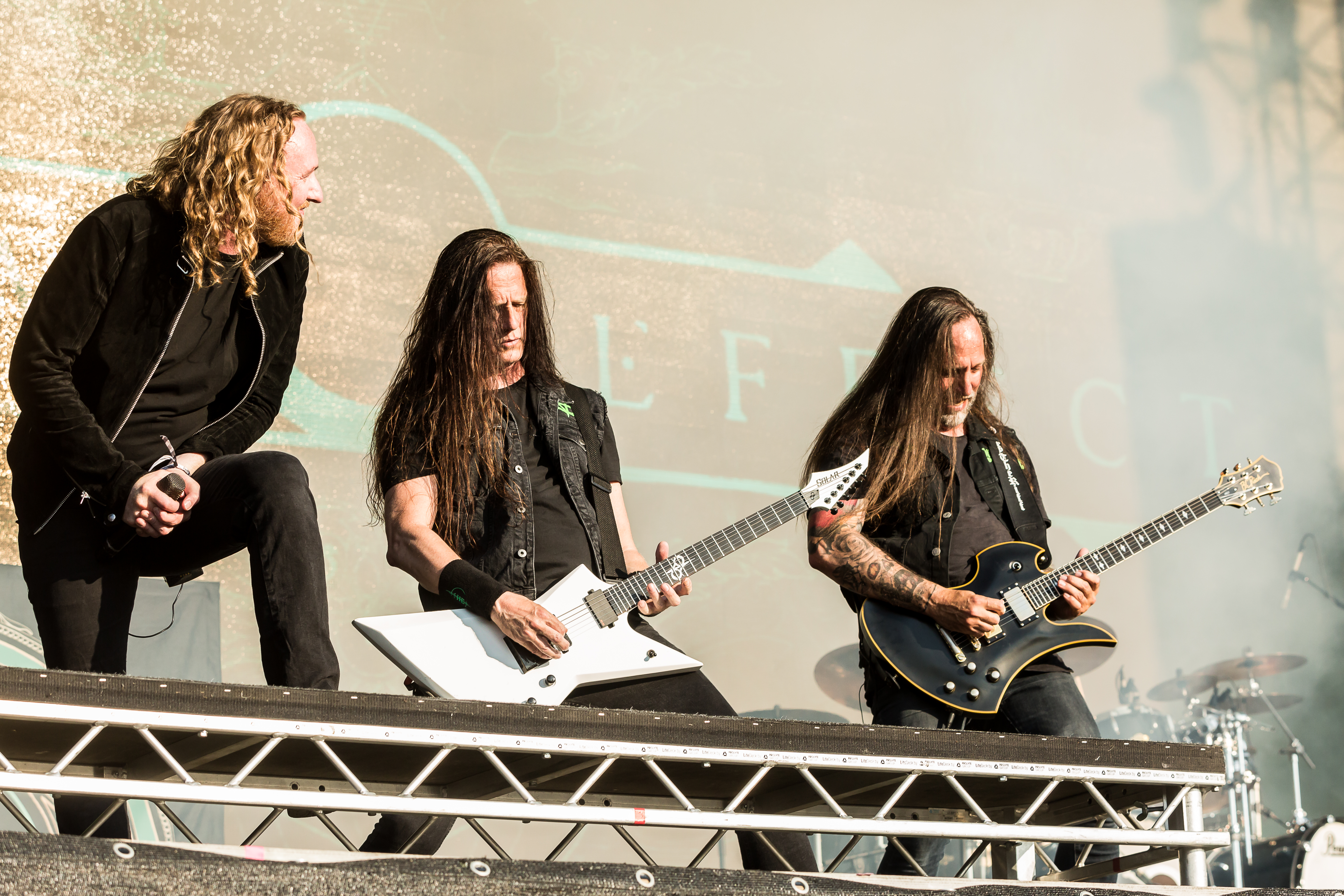
Live på Full Force 2023

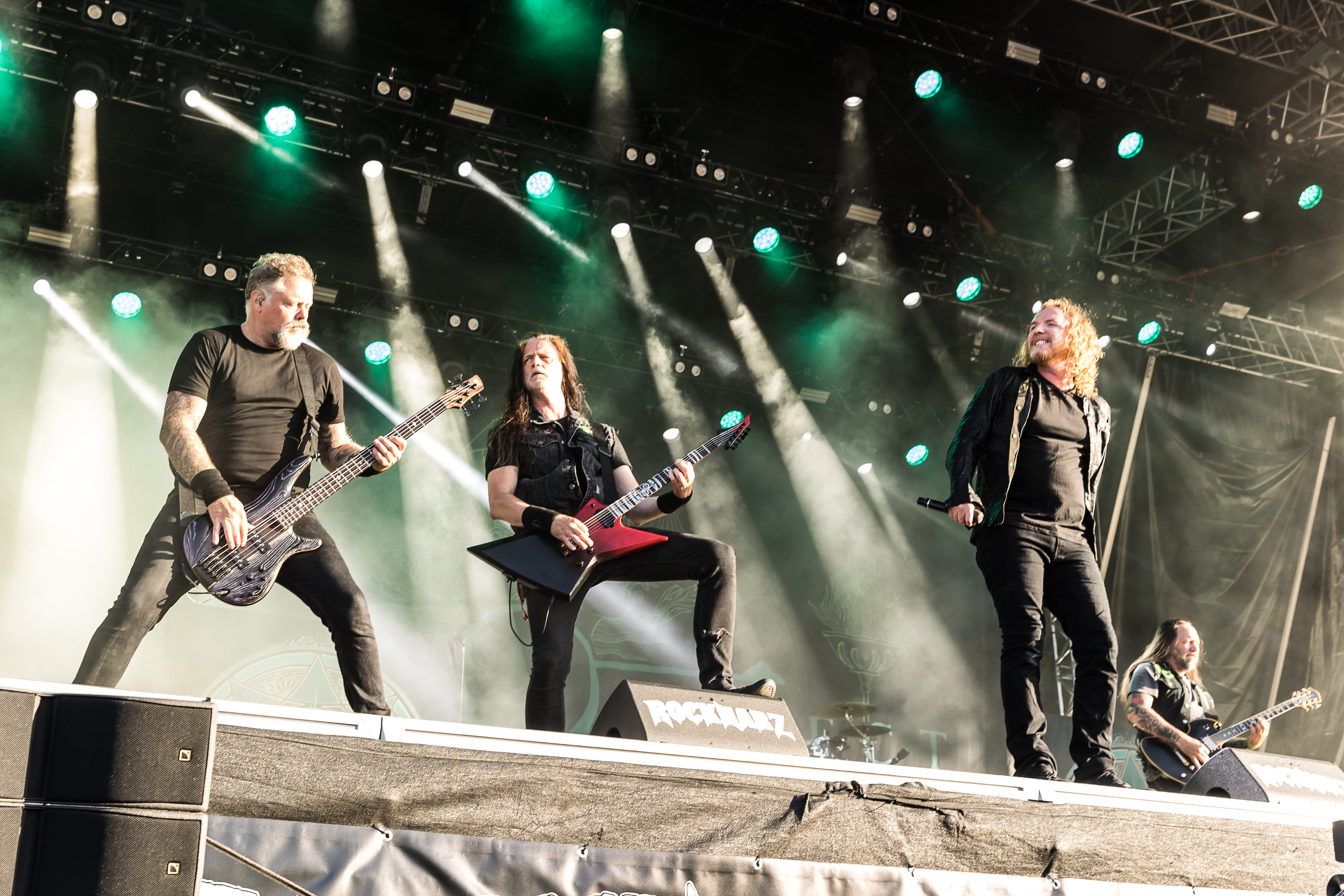
Live på Rockharz 2024

## Medlemmar
Nuvarande medlemmar
- Niclas Engelin – gitarr (2019– )
- Mikael Stanne – sång (2019– )
- Peter Iwers – basgitarr (2020– )
- Daniel Svensson – trummor (2020– )
- Jesper Strömblad – gitarr (2020– )

Livemusiker
- Patrik Jensen – gitarr (2022– )
- Anton Roos – trummor (2023)

## Diskografi
Studioalbum
- Days of the Lost (2022)
- March of the Unheard (2025)

Singlar
- "Shadowminds" (2021)
- "Feel What I Believe" (2022)
- "Days of the Lost" (2022)
- "The Needless End" (2022)
- "Shadowminds (Ihsahn Remix)" (2022)
- "Path of Fierce Resistance" (2023)
- "The Defiant One" (2023)
- "Become Surrender" (2024)
- "Detonated" (2024)
- "March of the Unheard" (2024)
- "Cruel Perception" (2024)
- "How the Gods Kill" (2025)